# 3차원 오디오 효과
3차원 오디오 효과(3D audio effect)는 스테레오 스피커, 서라운드 사운드 스피커, 스피커 어레이 또는 헤드폰에서 생성되는 사운드를 조작하는 음향효과 그룹이다. 여기에는 청취자의 뒤, 위, 아래를 포함하여 3차원 공간 어디든 음원을 가상으로 배치하는 일이 자주 포함된다.
3D 오디오(처리)는 머리 관련 전달 함수를 사용하여 음파의 공간 영역 컨볼루션이다. 3차원 공간의 한 지점에서 발산되는 자연스러운 음파를 모방하기 위해 음파를 변환(머리전달함수 또는 HRTF 필터 및 누화 제거 기술 사용)하는 현상이다. 소리가 단 2개의 스피커(서라운드 사운드와 다름)에서만 생성될 수 있더라도 귀와 청각 신경을 사용하여 뇌를 속일 수 있으며, 소리를 들으면 서로 다른 3D 위치에 서로 다른 소리를 배치하는 것처럼 가장할 수 있다.

## 같이 보기
- 바이노럴 레코딩
- 스테레오
- 바이노럴 레코딩
- 서라운드 사운드